# Rappetenreuth (Grafengehaig)
Rappetenreuth ist ein Gemeindeteil des Marktes Grafengehaig im oberfränkischen Landkreis Kulmbach. Der Ort liegt in der Gemarkung Rappetenreuth.

## Geografie
Das Dorf besteht aus vier Siedlungen, die an der Kreisstraße KU 13 liegen. Die südlichste Siedlung ist von der nördlichsten 1,3 km entfernt. Im Norden schließt sich der Weiler Rappetenreuth (Helmbrechts) an, im Süden eine namenlose aus zwei Wohngebäuden bestehende Einöde in der Gemarkung Wüstenselbitz. Beide Siedlungen liegen östlich des Kleinen Rehbachs. Eine Gemeindeverbindungsstraße führt von der südlichen Siedlung nach Horbach (0,7 km westlich).

## Geschichte
Rappetenreuth bildete mit Zegast eine Realgemeinde. Gegen Ende des 18. Jahrhunderts bestand Rappetenreuth aus 13 Anwesen (8 Halbhöfe, 4 Tropfhäuser, 1 Mühle). Das Hochgericht übte das Burggericht Guttenberg aus. Es hatte ggf. an das bambergische Centamt Marktschorgast auszuliefern. Alleiniger Grundherr war das Burggericht Guttenberg.
1810 kam Rappetenreuth zum Königreich Bayern. Mit dem Gemeindeedikt wurde der Ort dem 1812 gebildeten Steuerdistrikt Eppenreuth zugewiesen. Zugleich entstand die Ruralgemeinde Rappetenreuth, zu der Zegast gehörte. Sie war in Verwaltung und Gerichtsbarkeit dem Landgericht Münchberg zugeordnet und in der Finanzverwaltung dem Rentamt Münchberg. Von 1819 bis 1848 übernahm das Herrschaftsgericht Guttenberg weitestgehend die Befugnisse, die das Landgericht hatte. 1840 wurde die Gemeinde an das Landgericht Stadtsteinach und 1853 an das Rentamt Stadtsteinach überwiesen (1919 in Finanzamt Stadtsteinach umbenannt). Ab 1862 gehörte Rappetenreuth zum Bezirksamt Stadtsteinach (1939 in Landkreis Stadtsteinach umbenannt). Die Gerichtsbarkeit blieb beim Landgericht Stadtsteinach (1879 in Amtsgericht Stadtsteinach umgewandelt). Die Gemeinde hatte 1964 eine Gebietsfläche von 1,424 km². Am 1. Januar 1972 wurde die Gemeinde Rappetenreuth in Grafengehaig eingegliedert.

### Einwohnerentwicklung
Gemeinde Rappetenreuth
| Jahr      | 1819   | 1840   | 1852   | 1855   | 1861   | 1867   | 1871   | 1875   | 1880   | 1885   | 1890   | 1895   | 1900   | 1905   | 1910   | 1919   | 1925   | 1933   | 1939   | 1946   | 1950   | 1952   | 1961  | 1970   |
| Einwohner | 102    | 130    | 121    | 137    | 133    | 141    | 158    | 158    | 155    | 160    | 146    | 139    | 133    | 128    | 108    | 104    | 99     | 83     | 80     | 111    | 95     | 90     | 92    | 96     |
| Häuser    |        |        |        |        |        |        | 16     |        |        | 18     | 16     |        | 16     |        |        |        | 16     |        |        |        | 17     |        | 20    |        |
| Quelle    | [ 11 ] | [ 12 ] | [ 12 ] | [ 12 ] | [ 13 ] | [ 14 ] | [ 15 ] | [ 16 ] | [ 17 ] | [ 18 ] | [ 19 ] | [ 12 ] | [ 20 ] | [ 12 ] | [ 21 ] | [ 12 ] | [ 22 ] | [ 12 ] | [ 12 ] | [ 12 ] | [ 23 ] | [ 12 ] | [ 7 ] | [ 24 ] |

Ort Rappetenreuth
| Jahr      | 001802 | 001818 | 001819 | 001861 | 001871 | 001885 | 001900 | 001925 | 001950 | 001961 | 001970 | 001987 |
| Einwohner | 45     |        | 102 *  | 109    | 123    | 139    | 110    | 81     | 82     | 83     | 82     | 54     |
| Häuser    | 20     | 15     |        |        |        | 16     | 14     | 14     | 15     | 18     |        | 18     |
| Quelle    | [ 25 ] | [ 5 ]  | [ 11 ] | [ 13 ] | [ 15 ] | [ 18 ] | [ 20 ] | [ 22 ] | [ 23 ] | [ 7 ]  | [ 24 ] | [ 1 ]  |

## Religion
Rappetenreuth ist seit der Reformation gemischt konfessionell. Die Protestanten gehören zur Pfarrei Zum Heiligen Geist (Grafengehaig), die Katholiken waren ursprünglich nach Mariä Heimsuchung in Marienweiher gepfarrt. und kamen in der zweiten Hälfte des 20. Jahrhunderts zur Kuratie St. Josef (Hohenberg).